# Campionats del món de ciclisme en ruta de 1921
Els Campionats del món de ciclisme en ruta de 1921 es disputaren el 3 d'agost de 1921 a Copenhaguen, Dinamarca. Aquesta fou la primera edició dels Campionats del món de ciclisme en ruta de la història i sols es disputà una prova, oberta a ciclistes amateurs.

## Palmarès
| Proves :                 | Or                    | Or         | Plata                      | Plata    | Bronze                     | Bronze   |
| Amateurs                 |                       |            |                            |          |                            |          |
| Cursa en línia masculina | Gunnar Sköld · Suècia | 6h 18' 17" | Willum Nielsen · Dinamarca | + 4' 53" | Charles Davey · Regne Unit | + 5' 28" |

## Medaller
| Posició | País       | Or | Plata | Bronze | Total |
| 1       | Suècia     | 1  | 0     | 0      | 1     |
| 2       | Dinamarca  | 0  | 1     | 0      | 1     |
| 3       | Regne Unit | 0  | 0     | 1      | 1     |
| Total   | Total      | 1  | 1     | 1      | 3     |